# أليس بيلاندي
أليس بيلاندي (ولدت في 28 نوفمبر 1998) هي لاعبة جودو إيطالية. تنافست في منافسات وزن 70 كجم للسيدات في دورة الألعاب الأولمبية الصيفية 2020 في طوكيو، اليابان. كما شاركت في دورة الألعاب الأولمبية الصيفية 2024 في باريس ، في فئة وزن 78 كجم للسيدات فازت بالميدالية الذهبية.

## حياتها الشخصية
بيلاندى مرتبط بلاعبة الجودو من جنوب أفريقيا جاسمين مارتن المولودة في البرازيل.